# Gottlos
Gottlos (Titel der Originalausgabe: Faithless) ist ein Thriller der US-amerikanischen Schriftstellerin Karin Slaughter und der fünfte Band aus der Grant-County-Reihe, der im englischsprachigen Raum im Jahr 2005 veröffentlicht wurde. Der Roman erreichte Platz 1 auf der Bestsellerliste der Times und Platz 4 auf der SPIEGEL-Bestsellerliste.

## Handlung
Jeffrey Tolliver und  Sara Linton beschließen sich wieder anzunähern, sich zu versöhnen und in eine gemeinsame Wohnung zu ziehen. Dann gibt Jeffrey auf einem gemeinsamen Spaziergang im Wald um den Lake Grant, zu, dass er von seiner Ex-Geliebten, Jolene Carter, einen Telefonanruf erhalten hat, dass sie ihn möglicherweise mit einer schweren Variante von Hepatitis infiziert hat. Sein Seitensprung kommt wieder zur Sprache, was zu einem handfesten Streit führt. Sara läuft kopflos davon und Jeffrey hinter ihr her, bis er über ein im Boden steckendes Metallrohr stolpert und sich dabei verletzt. Die Stelle mutet auf den ersten Blick einem indianischen Grab an. Erst dann wird klar, dass es sich um den Tatort eines Verbrechens handelt. Die beiden beginnen hektisch an zu graben und stoßen auf ein grausiges Geheimnis. Das Metallrohr ist mit einem Gummiband und Metallgitter verbunden und führt zu einer vergrabenen Holzkiste, in der ein junges Mädchen elendig erstickt ist. Sie wurde offenbar bei lebendigem Leibe begraben. Sie muss unter unsäglichen Qualen und Ängsten gestorben sein, wobei ihre inneren Organe nach und nach versagten und sie in Todesangst ihre Fingernägel abbrach, mit dem sie den Holzdeckel aufkratzen wollte. Die Tat mutet einem besonders abstoßenden Ritualmord an.
Die Obduktion des jungen Mädchens, die zu einem der schlimmsten Momente in Saras Berufsleben wird, ergibt, dass sie schwanger war und an einer Zyankalivergiftung starb. Erst nach wochenlanger ergebnisloser Recherche kommt heraus, dass es sich um das vermisste Mädchen Abigail, „Abby“ handelt, deren Familie Ward-Bennett aus dem hinterwäldlerischen und zurückgebliebenen, von Republikanern und Arbeitslosigkeit geprägten Avondale eine Vermisstenanzeige aufgegeben hat. Nähere Untersuchungen und Befragungen im Umfeld der Farm zeigen, dass sie einer religiösen Gemeinschaft angehören, die sich um verlorene Kinder, Ex-Sträflinge und Junkies, kümmert, indem sie sie auf ihrer Farm beschäftigt. Sie werden als „gefallene Kinder“ bezeichnet und aus den Obdachlosenheimen und Sozialeinrichtungen von Atlanta rekrutiert. Vermutlich werden sie einer Gehirnwäsche unterzogen und müssen alle ihrer weltlichen Besitztümer an die herrschsüchtige Predigerfamilie abgeben. Die Sippe zeichnet sich durch große Altersunterschiede zwischen den Ehepartnern und komplexe Verwandtschaftsverhältnisse aus. Ihre Nachbarn sind misstrauisch, da sie die ehemaligen Kriminellen als Bedrohung sehen. Die Sekte, offiziell eine Kooperative für organischen Sojaanbau (Spezialisierung auf die arbeitsintensive und unmechanisierte Produktion von Edamame, unreif geerntete grüne Sojabohnen), Holy Grown Soy Cooperative von 1981 bzw. The Church for the Greater God, ist stark fundamentalistisch eingestellt und vermeidet konsequent den Kontakt zur Außenwelt, um ihren gottesfürchtigen Mikrokosmos aufrechtzuerhalten.  Lev  „Leviticus“ Ward und seine Brüder dominieren die Familie mit straffer Führung und beherrschen ihre Angestellten. Ihr derzeitiges Familienoberhaupt wurde nach dem Herzinfarkt des Gründers Thomas Ward der älteste Sohn Ephraim Bennett.
Bei der Spurensuche stoßen sie auf Dale Stanley, ein Autorestaurateur, der Galvanisierung betreibt und dabei die blausäurehaltige Chemikalien verwendet, wozu auch Zyankali gehört. Dale erscheint zunächst einmal unverdächtig, obwohl Lena Adams sehr schnell feststellt, dass er seine Frau Terri schwer misshandelt. Da sie von ihrem Freund Ethan, ein Nazi-Skinhead, ebenfalls auf das Brutalste geschlagen wird, fühlt sie mit der geschundenen Frau eine starke Solidarität.
Bei der Suche nach weiteren Gräbern im Wald wird ein zweiter, stark vermoderter Sarg entdeckt, der leer ist und ebenfalls Kratzspuren aufweist. Außerdem finden sich Spuren von Blut, Kot und anderen Körperflüssigkeiten, die darauf hinweisen, dass andere Kiste in der Kiste gestorben sind. Der Vorarbeiter Cletus „Cole“ Lester Connolly, ehemaliger Berufssoldat einer Spezialeinheit, Barenuckle-Boxer und Krimineller, macht sich durch seine hasserfüllten Aussagen und seinen kaum unterdrückbaren Jähzorn verdächtig.  Er ist bereit, notfalls mit eigener Hand zu strafen und bis zum Äußersten zu gehen. Insbesondere Frauen sind davon betroffen: „Du sollst die Hure nicht am Leben lassen“.
„Cole“ eröffnet den Ermittlern, dass der Sektengründer Thomas Ward ihm damals das Leben gerettet hatte, als er ihn in die fromme Gemeinschaft aufnahm. Daher basiert seine extrem starke Loyalität gegenüber Reverend Ward.
Die grauenvollen Taten werden mit dem Willen Gottes erklärt. Die Sekte ist, bis auf „Abbys“ Mutter Esther, blindem Gottesvertrauen stark ergeben und an einer Aufklärung nicht interessiert. Es wird von den Ermittlern stark vermutet, dass die eingeschüchterte „Abby“, die regelmäßig davonlief, den strengen Riten der Sekte entkommen wollte und möglicherweise dafür bestraft werden sollte.
Esther eröffnet Chief Tolliver, dass ihre jüngste Tochter Rebecca verschwunden sei. Sie hat einen Zettel mit der Aufschrift, „Mama, mach Dir keine Sorgen. Ich komme wieder“ zurückgelassen. Eine Befragung der Feldarbeiter liefert keine brauchbaren Erkenntnisse.
Die Spur der verschwundenen „Becca“ in Form eines bedruckten Streichholzheftchens, die man im Hinterteil eines Teddybärs in ihrem Kinderzimmer findet, führt in die berüchtigte Oben-Ohne-Bar „The Pink Kitty“ am Highway 16, wo Chief Tolliver und Lena Adams Zeugen wie den Barkeeper Charles „Chip“ Donner und der Crystal Meth-abhängigen Prostituierten Patty O‘Ryan begegnen und die fundamentalistische Sekte in einem ganz anderen Licht der Bigotterie erscheinen lassen. Zudem gibt es Hinweise auf die kriminellen Machenschaften des Familienanwalts Paul Bennett.
Dann wird „Chips“ Leiche aufgefunden. Er ist Opfer eines grauenvollen Mordes geworden und wurde von einem oder mehreren unbekannten Tätern zu Tode geprügelt. Bei der massiven Gewaltanwendung, wobei einige Schläge an die Todesart Houdinis erinnern und unter anderem zu schweren Gesichtsverletzungen (Le Fort III) führten, waren im Unterleib sein Magen und Darm geplatzt und haben einen entsetzlichen Gestank im Obdachlosenheim verbreitet.
Es kommt heraus, dass „Chips“ ebenfalls auf der Sojafarm gearbeitet hatte und eine Beziehung zu „Abby“ gehabt haben musste. Möglicherweise war das Mädchen sogar von ihm schwanger.
Bei der Familie Ward-Bennett stoßen die Ermittler weiterhin auf Schweigen. Die Frauen werden von ihren Männern dominiert und können aus Angst vor Strafe und Züchtigung nicht frei über die vergangenen Ereignisse reden. Nur Lena gelingt es, in der Kirche mit Esther zu sprechen und dabei ihren religiösen Fanatismus zu unterdrücken. Ein Lügendetektortest, dem Lev Ward unterzogen wird, bleibt negativ. Nur auf die Frage, ob er erotische Gefühle gegenüber seiner Nichte „Abby“ verspürte, reagiert er impulsiv.
Auch Mary Bennett berichtet nach anfänglich starkem Widerstand, dass ihre Tochter Teresa Eugenie „Genie“ Morgan, ebenfalls von „Cole“ in die Sargkisten gezwungen wurde.
Bei einem Verhör durch Sheriff Tolliver gibt „Cole“ zu, dass er die Holzsärge für die Mädchen gezimmert hat aber dass noch nie eines der Mädchen dabei verstorben sei, wenn er sie über Tage lebendig begraben im Wald zurückließ. Sie sollten durch die Bestrafung dazu gezwungen werden, ihre Sünden zu beichten und nach der Befreiung buchstäblich neu geboren werden. Ein Schuldbewusstsein besitzt „Cole“ nicht. Er sieht sich als „Werkzeug Gottes“. Jeffrey ist abgestoßen, da „Cole“ die Bibel dazu verdreht, um seine grausamen Taten rechtzufertigen.
Es stellt sich heraus, dass jemand „Abby“ Zyankali in das Belüftungsrohr geschüttert haben musste, damit sie qualvoll daran verstarb. Während des Verhörs durch die Polizei stirbt „Cole“ an vergiftetem Kaffee ebenfalls auf besonders grausame Weise.
Die Familie bleibt weiterhin verdächtig, da es innerhalb von nur zwei Jahren auf der Farm neun rätselhafte Todesfälle gegeben hatte.
Die Todesursachen waren Alkoholvergiftung, Überdosis und Herzanfall, alles natürliche Todesursachen, so wie es auf den Totenscheinen beglaubigt wurde. Die Leichen der Verstorbenen wurden anschließend im Krematorium verbrannt, so dass keinerlei Exhumierung, Obduktion etc. zur Feststellung der wahren Todesursache hätten stattfinden können. Der Einfluss der Ward-Bennett-Familie reicht bis nach Atlanta, wo ihr Anwalt Paul Bennett den Sheriff in aller Schärfe zurechtweist, seine Kompetenzen nicht zu überschreiten und weiter gegen seine Familie zu ermitteln.
Terri wird erneut im Beisein ihrer Kinder von ihrem Ehemann Dale zusammengeschlagen. Die verängstigte Frau ist wie gelähmt, sie würde niemals gegen ihn aussagen, da sie ahnt, dass Dale sie totschlagen würde, wenn er auch nur den Verdacht bekäme, sie würde ihn verlassen. Für ihre Kinder ist sie bereit, die entsetzlichsten Misshandlungen auszuhalten und sogar dabei zu sterben.
Auch sie war ein Opfer „Coles“ gewesen und hatte miterlebt, wie er den Sargdeckel über ihrem Kopf zunagelte und sie vor Angst fast gestorben wäre. Nach dieser Tat war sie als Opfer gebrandmarkt und ertrug sieben Jahre lang eine extrem gewalttätige Ehe mit Dale. Sie machte die Bekanntschaft mit „Abby“ und war bei Dr. Sara Linton in Behandlung. „Abby“ wollte damals mit Chip durchbrennen.
Dann finden sie „Becca“, die sich im Haus der Stanleys versteckt hält. Sie hat von ihrer ermordeten Schwester „Abby“ Dokumente erhalten, welche die Lebensversicherungen auflisten, die Paul Bennett auf den Namen der neun Verstorbenen abgeschlossen hatte. Es kommt heraus, dass Paul der Täter ist. Er hat die Mädchen kokainabhängig gemacht und sogar „Abby“ bewusst mit „Chip“ verkuppelt, um weitere Taten zu rechtfertigen. Er ist getrieben von Frauenhass und lässt „Cole“ die Drecksarbeit machen. „Abby“ wurde von „Cole“ sogar dreimal begraben.
Lev wird von der Polizei mit den Machenschaften seines kriminellen Bruders konfrontiert und ist außer sich, dass sein Name missbraucht wird und dass er ein geheimes Luxusleben in Savannah führt. Währenddessen fährt Paul zum Haus der Stanleys, dringt dort ein und nimmt seine Nichte Terri in seine Gewalt. Er quält, beleidigt und demütigt die Frau, die jedoch alles dafür tut, um ihre Kinder zu schützen. Paul prügelt auf Terri ein, da er von ihr wissen will, wo sich „Becca“ versteckt hält. Terri ist schwer verletzt und liegt blutend am Boden, lässt aber alles todesverachtend über sich ergehen, sie opfert sich geradezu, da sie weiß, dass die beiden Polizisten Jeffrey und Lena in der Nähe sind, um sie und ihre Kinder zu retten.
Weder Jeffrey und Lena können einen finalen Rettungsschuss anbringen, da Paul Terris Kleinkind als lebendes Schutzschild missbraucht. Im daraufhin entstehenden Handgemenge erhält Terri einen Schuss in ihr Gesicht, sie wirft sich im Todeskampf über ihren Peiniger Paul und verblutet.
Der Notarzt kommt zu spät und kann sie nicht mehr retten.
Doch Terri stirbt mit einem guten Gefühl, dass sie jetzt frei ist und ihre Kinder gerettet hat.
Als Lena schwer traumatisiert nach Hause fährt, wartet ihr Freund Ethan bereits auf sie. Er vergewaltigt sie. Lena wartet ab, bis er nach dem Geschlechtsverkehr einschläft und schmuggelt eine Glock-Pistole in seine Tasche, um Ethan wegen einer Straftat vor Gericht zu bringen.
In der letzten Szene äußern sich Jeffrey und Sara pessimistisch, was die Verurteilung Paul Wards angeht. Den Versicherungsbetrug wird man ihm nachweisen können, weniger die Tötungsdelikte, da brauchbare Spuren im Krematorien mitverbrannt waren.

## Hauptfiguren
- Sheriff Jeffrey Tolliver: Chief der lokalen Polizei Grant County
- Sara Linton: Kinderärztin und Gerichtsmedizinerin
- Lena Adams: Polizeibeamtin. Sie, die ihren Fötus abgetrieben hat, lebt derzeit bei Tessa, der lesbischen Freundin ihrer ermordeten Zwillingsschwester.
- Ethan Green: Lenas gewalttätiger Freund
- † „Abby“ Abigail Bennett: 21-jähriges Mordopfer, die offenbar für ihr „gottloses“ Verhalten bestraft wurde. Sie ist die Tochter von Ephraim und Esther Bennett. Rebecca ist ihre Schwester und Sektengründer Thomas Ward ihr Großvater.
- Lev  „Leviticus“ Ward: Patriarch der Bennett-Ward-Familie. Verwittweter Prediger und Psychologe. Lev ist ein ehemaliger Schulkamerad von Sara Linton, als sie damals die Sonntagsschule besuchte.

## Sprachstil

### Klappentext
„Es war ein grausamer Tod: Das Mädchen war lebendig begraben worden. Chief Jeffrey Tolliver ist geschockt. Wer konnte die junge Frau umgebracht haben? Bei der Obduktion entdeckt die Gerichtsmedizinerin Sara Linton, dass Abigail unvorstellbare Qualen ausgestanden haben muss. Ihr Mörder kennt offenbar keinerlei Skrupel. Die Ermittlungen führen Jeffrey und die Polizistin Lena Adams hinaus aufs Land zu Abigails Familie, die sehr fromm ist und in großer Abgeschiedenheit lebt. Die Familienmitglieder sind zwar verschlossen, wirken auf Jeffrey und Lena jedoch nicht wie fanatische Fundamentalisten. Der Tod Abigails scheint sie sehr mitzunehmen. Als alle Spuren im Nichts verlaufen, ist Jeffrey kurz davor zu verzweifeln, zumal seine Beziehung mit Sara zu scheitern droht. Und auch für Lena wird dieser Fall zu einer Feuerprobe. Denn in einer der Zeuginnen spiegelt sich ihr eigenes Elend in einer Weise, die sie kaum erträgt. Da verschwindet Rebecca, Abigails kleine Schwester.“

„Der Regen hatte den Waldboden aufgeweicht, sodass die Blätter und Zweige unter ihren Füßen nachgaben, ohne zu knacken. Das Laub war wie ein dicker, feuchter Teppich, und ihre Schritte schmatzten, als sie tiefer in den Wald drangen. Genie sagte nichts, stellte ihm keine Fragen. Seine Enttäuschung bedrückte sie, und sie war erfüllt vom tiefen Kummer eines Kindes, das plötzlich das Wohlwollen eines geliebten Erwachsenen verloren hatte. “

## Rezensionen
„Brilliant plotting, relentless suspense. Geniale Handlung, unerbittliche Spannung.“ titelte die Washington Post und „A new synonym for terror. Ein neues Synonym für Schrecken.“ die Detroit Free Press. KD Dit it beschreibt es mit „It’s love and family against pure evil. Es geht um Liebe und Familie gegen das reine Böse.“ Karin Slaughter beschäftigt sich in diesem Buch mit der Sektenproblematik, die vor allem in den USA mit 3.000 großen Sekten und sektenähnlichen Organisationen, eine Gefährdung darstellen. Daneben gibt es zahlreiche kleinere Glaubensgemeinschaften, die meist in abgeschiedenen und isolierten Orten leben und in der Öffentlichkeit kaum in Erscheinung treten und im Verborgenen agieren und ihr krudes Weltbild ausleben können.
Ihre Kritik richtet sich unter anderem auch gegen eine konservative und rückständige Geisteshaltung, die z. B. Homosexualität noch für eine Krankheit hält, und die in bestimmten Landstrichen der USA noch vorherrscht.
Das Buch enthält sieben Teile und 17 Kapitel, die chronologisch von Sonntag bis Montag abgearbeitet werden und spielt in den fiktiven Ortschaften Heartsdale, Madison und Avondale. In dieser Geschichte verzichtet Slaughter auf die großen Blutbäder wie in ihren anderen Romanen. Auch wird die Vergangenheit der beiden Hauptfiguren Tolliver und Linton und ihre schwierige Beziehung zueinander näher beleuchtet.
Sabine Reiß hebt die routinierte Schreibweise Slaughters lobend hervor. Atmosphäre und Schauplätze sind detailliert beschrieben. Im Gegensatz dazu steht die Plattheit einiger Passagen und die Figuren erscheinen häufig eindimensional. Lena lässt sich von ihrem Freund verprügeln und nimmt heimlich eine Abtreibung vor. Damit ist sie dem Opfer häuslicher Gewalt ähnlich, einem Mädchen, das sie in einer Abtreibungsklinik wiedererkennt. Gottlos gehört zur Trivialliteratur mit konventionellem Strickmuster, welches von Slaughter-Fans gerne aufgenommen und schnell gelesen wird.

## Ausgaben
- Karin Slaughter: Gottlos (Originalausgabe: Faithless. Übersetzt von Sophie Zeitz) Wunderlich Verlag. 2007. ISBN 978-3-8052-0805-5.
- Karin Slaughter: Gottlos Hörbuch. Audio-CD. 2008.